# Броня
Бронята е защитно покритие, най-често изработвано от метал, чиято цел е да предпази човек или машина от оръжия, хладни или метателни (лъкове, гранати, снаряди, ракети), по време на битка.
В миналото бронята е била предназначена за носене като дреха, а задачата ѝ е включвала защита на носещия я по време на битка. Изработвана е от различни метални и неметални материали. Станала е една от причините за развитието на различни технологии като ламиниране на дърво, минно дело, рафиниране на метали и обработката на кожи. Съвременната персонална защита е бронежилетка. Исторически произхожда от кираса и е аналог. Първоначално броните са кожени и осигуряват минимална защита, постепенното развитие води до появата на ризници със или без гамбезон и дори напълно бронирани доспехи. С развитието на огнестрелните оръжия бронята се появява и при корабите, бронираните бойни машини и самолетите. Първите модерни производствени технологии за бронирано покритие са използвани от военноморските сили при създаването на броненосци. Пикът в развитието им е създаването на линкорите, които доминират до появата на самолетоносачите. През Първата световна война се появяват и първите танкове, което дава начало на развитието на бронираните бойни машини. Използването на броня при самолетите се засилва по време на Втората световна война, когато са проектирани тежко бронирани самолети, които могат да понесат повече поражения от огъня на противовъздушната отбрана.
Използването на броня се простира и над бойните животни, като слонове и коне. Изработвани са брони и за ловни кучета участващи в лов на диви прасета.
- Римска люспеста ризница
- Японска самурайска броня
- Наклонената броня спрямо траекторията на оръжието е по ефективна.